# Стромберг, Хант
Хант Стромберг (англ. Hunt Stromberg ; 12 июля 1894, Луисвилл, Кентукки — 23 августа 1968, Санта-Моника, Калифорния) — американский продюсер, сценарист и кинорежиссёр. Высшее достижение как продюсера — премия «Оскар» за фильм «Великий Зигфелд» в категории «Лучший фильм» (1937 год).

## Биография
Хант Стромберг родился в 1894 году в Луисвилле, штат Кентукки. Он начал свою карьеру в качестве газетного репортёра и спортивного обозревателя в St. Louis Times. Однако перед началом Первой мировой войны он последовал за своим другом, который работал в сфере рекламы, в киноиндустрию. В Нью-Йорке он стал директором по связям с общественностью в Goldwyn Pictures Corporation.
В 1918 году компания направила Стромберга в Калифорнию, где он заинтересовался кинопроизводством. К 1919 году он стал личным представителем одного из пионеров этой индустрии, Томаса Инса. А уже в 1921 году он написал сценарий, спродюсировал и срежиссировал свой первый фильм «Глупый век». После этого он сразу же уволился из компании Инса и основал собственную — Hunt Stromberg Productions.
В 1922 году Стромберг заключил долгосрочный контракт с Льюис Монтаньей, более известным как Булл Монтана, известным актёром, исполнявшим роли в утренних комедиях. Он также пригласил режиссёра комедий Малкольм Ст. Клэра, который ранее сотрудничал с Маком Сеннеттом и Бастером Китоном.
Когда Сидни Грауман увидел черновой вариант фильма «A Ladies' Man» (1922), он сразу же заказал его для премьеры в своём театре «Миллион долларов» в Лос-Анджелесе. Премьера состоялась 30 апреля 1922 года.
Стромберг присоединился к молодой киностудии Metro-Goldwyn-Mayer в 1925 году и вскоре стал одним из её ключевых лидеров. Он вошёл в так называемую «Большую четвёрку» студии, которая включала Луиса Б. Майера, Ирвинга Тальберга, Гарри Рапфа, а позже — Тальберга, Дэвида Селзника и Уолтера Уэнджера.
Он стал первым руководителем съёмочной группы, чей вклад в создание фильма был отмечен на экране надписью «Produced by», что было вполне заслуженно, учитывая его достижения. Среди его работ:
- Все фильмы Джин Харлоу
- Первый американский фильм Греты Гарбо «Поток» (1926)
- Цикл оперетт Нельсона Эдди и Жанетт Макдональд
- Серия фильмов «Тонкий человек»

А также такие известные фильмы, как «Великий Зигфелд», получивший премию «Оскар» в 1936 году, «Мария-Антуанетта» (1938), «Женщины» (1939) и «Гордость и предубеждение» (1940). На пике своей карьеры Metro-Goldwyn-Mayer выпускала 52 фильма в год, что составляло в среднем один фильм в неделю. Это позволяло компании оставаться на плаву, несмотря на Великую депрессию.
Стромберг был одним из самых высокооплачиваемых людей в Голливуде. Его зарплата составляла 8000 долларов в неделю. В 1937 году он вошёл в близкий круг руководства и получил дополнительно 1,5 % от прибыли Loews Theaters. Министерство финансов включило Стромберга в список десяти самых высокооплачиваемых руководителей в Соединённых Штатах.
Однако в те годы произошли значительные изменения. В 1936 году скончался Тальберг, а Селзник и Уэнджер покинули компанию в 1937 году. Позже, после 18 лет совместной работы, Стромберг отказался от многомиллионного контракта, и 10 февраля 1942 года Луис Барт Майер уволил его.
Хант Стромберг стал первым продюсером, принятым в Общество независимых кинопродюсеров (United Artists) в 1942 году после того, как группа была сформирована Чарли Чаплином, Уолтом Диснеем, Сэмюэлем Голдвином, Александром Кордой, Мэри Пикфорд, Дэвидом О. Селзником, Уолтером Уэнджером и Орсоном Уэллсом.
Превзойдя все ожидания в индустрии, Стромберг в 1943 году основал собственную независимую продюсерскую компанию на киностудии RKO Pictures «Энсино». Первым успехом компании стал фильм «Девушка из шоу» с Барбарой Стэнвик в главной роли, который собрал 1,85 миллиона долларов. Его последующие фильмы не были такими успешными, и в 1951 году, в том же году, когда умерла его жена Кэтрин Кервин (1895—1951), он окончательно ушёл на пенсию. Будучи заядлым любителем лошадей и проницательным бизнесменом, Стромберг к тому времени стал независимым состоятельным человеком, а также инвестором-учредителем парка Санта-Анита и ипподрома в Голливуд-парке.
Стромберг умер 23 августа 1968 года. У него остался сын, Хант Стромберг-младший, который был продюсером на Бродвее и телевидении.

## Фильмография
Продюсер
- 1921 — Eden and Return
- 1922 — Boy Crazy
- 1923 — Breaking Into Society
- 1924 — «Пожарный патруль» / The Fire Patrol
- 1924 — The Night Hawk
- 1924 — The Lightning Rider
- 1924 — Tiger Thompson
- 1924 — A Cafe in Cairo
- 1924 — The Flaming Forties
- 1924 — Roaring Rails
- 1925 — The Texas Trail
- 1925 — The Crimson Runner
- 1925 — Soft Shoes
- 1925 — Off the Highway
- 1925 — Silent Sanderson
- 1925 — Beyond the Border
- 1925 — «Путь наслаждений» / The Primrose Path
- 1925 — The Prairie Pirate
- 1925 — The Bad Lands
- 1925 — The Man from Red Gulch
- 1925 — The People vs. Nancy Preston
- 1926 — «Поток» / Torrent
- 1928 — «Белые тени южных морей» / White Shadows in the South Seas
- 1928 — «Наши танцующие дочери» / Our Dancing Daughters
- 1929 — «Мост короля Людовика Святого» / The Bridge of San Luis Rey
- 1929 — «Гром» / Thunder
- 1929 — «Наши современные девушки» / Our Modern Maidens
- 1929 — «Восток есть восток» / Where East Is East
- 1930 — Call of the Flesh
- 1931 — «Простейший способ» / The Easiest Way
- 1931 — Le chanteur de Séville
- 1931 — Guilty Hands
- 1932 — «Чудовище города» / The Beast of the City
- 1932 — The Wet Parade
- 1932 — «Летти Линтон» / Letty Lynton
- 1932 — «Красная пыль» / Red Dust, сопродюсер
- 1932 — «Эскимос» / Eskimo, сопродюсер
- 1933 — «Пентхаус» / Penthouse
- 1933 — Stage Mother
- 1933 — «Взрывоопасная красотка» / Bombshell
- 1933 — «Боксер и Леди» / The Prizefighter and the Lady
- 1934 — «Смеющийся мальчик» / Laughing Boy
- 1934 — «Цепи» / Chained
- 1934 — «Остров сокровищ» / Treasure Island
- 1934 — «Убежище» / Hide-Out, сопродюсер
- 1934 — «Разрисованная вуаль» / The Painted Veil
- 1934 — «Тонкий человек» /The Thin Man
- 1935 — «Капризная Мариетта» / Naughty Marietta, сопродюсер
- 1935 — «О, молодость!» / Ah, Wilderness!, сопродюсер
- 1936 — «Жена против секретарши» / Wife vs. Secretary, сопродюсер
- 1936 — «Великий Зигфелд» / The Great Ziegfeld
- 1936 — «Провинциалка» / Small Town Girl
- 1936 — «За тонким человеком» / After the Thin Man
- 1936 — «Роз-Мари» / Rose-Marie
- 1937 — «Двойная игра» / The Firefly
- 1937 — «Майские дни» / Maytime, сопродюсер
- 1937 — «Когда настанет ночь» / Night Must Fall
- 1938 — «Возлюбленные» /Sweethearts
- 1938 — «Мария-Антуанетта» / Marie Antoinette
- 1939 — «Восторг идиота» / Idiot's Delight
- 1939 — «Другой тонкий человек» / Another Thin Man
- 1939 — «Женщины» / The Women
- 1940 — «Северо-западный проход» / Northwest Passage
- 1940 — «Сьюзен и Бог» / Susan and God
- 1940 — «Гордость и предубеждение» / Pride and Prejudice
- 1941 — «Они встретились в Бомбее» / They Met in Bombay
- 1941 — «Тень тонкого человека» / Shadow of the Thin Man
- 1942 — «Я женился на ангеле» / I Married an Angel
- 1943 — «Леди из бурлеска» / Lady of Burlesque
- 1944 — «Гостья в доме» / Guest in the House
- 1945 — Delightfully Dangerous
- 1946 — «Молодая вдова» / Young Widow
- 1946 — «Странная женщина» / The Strange Woman
- 1947 — «Обесчещенная леди» / Dishonored Lady
- 1947 — «Соблазнённый» / Lured
- 1949 — «Слишком поздно для слёз» / Too Late for Tears
- 1950 — «Между полночью и рассветом» / Between Midnight and Dawn
- 1951 — «Маска мстителя» / Mask of the Avenger

Режиссёр
- 1923 — Breaking Into Society
- 1924 — The Siren of Seville
- 1924 — «Пожарный патруль» / The Fire Patrol
- 1925 — Paint and Powder
- 1933 — The White Sister

Сценарист
- 1921 — The Foolish Age
- 1924 — Roaring Rails
- 1925 — Soft Shoes
- 1926 — Winning the Futurity
- 1946 — «Странная женщина» / The Strange Woman